# Три дурня
«Три дурня» (болг. Тримата глупаци) — болгарський сатиричний анімаційний серіал з 11 короткометражних фільмів, створених Доньо Доневим с 1970 по 1990 рік. Донев є автором героїв і режисером фільмів. Автори сценарію Доньо Донев, Анастас Павлов, Георгій Чавдаров, Дімо Боляров.

## Творці
- Художні керівники: Тодор Дінов, Доньо Донев
- Сценарій: Анастас Павлов, Доньо Донев, Дімо Боляров, Георгій Думанов
- Музика: Еміль Павлов, Райчо Лубенов
- Звук: Еміль Павлов, Марія Павлова
- Аніматор під камерою: Петар Горнєв
- Оператор: Павло Аршинков, Віра Донєва
- Асистенти оператора: Федір Арнаудов, Віра Донєва
- Монтаж: Цветана Трічкова, Таня Хаджітонева, Жені Кіркова, Стойка Георгієва
- Декоратори: Георгі Мутафчієв, Глорія Христова
- Аніматори: Доньо Донев, Іван Тонев, Еміль Абаджієв, Христина Новакова, Антон Траянов, Деспіна Желязова, Георгій Думанов, Веліслав Казаков, Атанас Василєв, Ангел Симеонов, Лачезар Іванов, Еміль Барухов, Явор Калучев, Владислав Будінов, Малінка Дочева, Настімір Цачев
- Редактори: Георгі Георгієв, Дімо Боляров
- Режисер-постановник: Людміл Георгієв
- Асистент режисера: Іван Калачов
- Режисер: Янакі Кіцов
- Художник: Доньо Донев
- Режисери: Доньо Донев, Антон Траянов

## Список серій
- # Три дурня 1970
- # Три дурня-мисливці 1972
- # Три дурня і автомобіль 1973
- # Три дурня і корова 1974
- # Три дурня і дерево 1977
- # Три дурня і дурня 1978
- # Три дурня-спортсмени 1979
- # Три дурня-педагоги 1980
- # Три дурня-рибалки 1982
- # Три дурня в ресторанті 1989
- # Три дурня без зупинки 1990
- # Домашній концерт 1990